# 1979 XB
1979 XB es un asteroide perdido con un arco de observación corto de 3,9 días que no se puede recuperar con observaciones específicas y espera observaciones fortuitas. Está clasificado como un objeto cercano a la Tierra y un asteroide potencialmente peligroso del grupo Apolo y se estima que tiene 660 metros (2200 pies) de diámetro. El planeta menor no numerado tiene una órbita poco restringida y no ha sido observado en 40 años. Ha figurado en la Tabla de Riesgo Sentry desde que comenzó la lista en 2002. Con una Escala de Peligro de Impacto Técnico acumulada de Palermo de -2,72, la órbita poco conocida y el tamaño supuesto colocan a 1979 XB en tercer lugar en una lista sin restricciones de la Tabla de Riesgo Sentry.
1979 XB fue observado por primera vez el 11 de diciembre de 1979 por astrónomos del Observatorio de Siding Spring, Australia, cuando se estimó que el asteroide estaba a 0,09 ± 0,02 Unidad astronómica (13,5 ± 3,0 millones de kilómetros) de la Tierra y tenía un alargamiento solar de 127°. El objeto nunca ha sido confirmado por un segundo observatorio. La región de incertidumbre de este asteroide tiene ahora cientos de millones de kilómetros de largo.

## Ajuste orbital
Con un arco de observación corto de cuatro días, la trayectoria está poco limitada y las incertidumbres se ajustan a numerosas órbitas diferentes. El punto del perihelio (la mayor aproximación al Sol) es más conocido que el punto del afelio (la mayor distancia del Sol). Debido a la incertidumbre, el período orbital oscila entre 2,4 y 4,2 años.

## 2024
Alrededor de mediados de diciembre de 2024, el asteroide tiene aproximadamente un 0,05 % de posibilidades de acercarse a la Tierra dentro de 0,1 AU. Pero no pasará más cerca de 0,005 UA (747 989,4 km; 464 780,2 mi). La distancia nominal a la Tierra del JPL Horizons de diciembre de 2024 es 4 UA (598 391 482,8 km; 371 824 153,3 mi) con una incertidumbre de más de mil millones de kilómetros.

## Impactador virtual 2056
JPL Horizons sugiere que el acercamiento más cercano que hará el asteroide a la Tierra en 2056 será una distancia de 1,2 UA (179 517 444,8 km; 111 547 246 mi) el 4 de agosto de 2056. NEODyS espera que la aproximación más cercana a la Tierra sea aún más distante 3,1 UA (463 753 399,2 km; 288 163 718,8 mi) el 2 de octubre de 2056.
Con un breve arco de observación de 4 días, la Tabla de Riesgo Sentry muestra un estimado de 1 de cada 5 Millones de posibilidades de que el asteroide impacte la Tierra el 12 de diciembre de 2056. La distancia nominal a la Tierra del JPL Horizons el 12 de diciembre de 2056 es 3 UA (448 793 612,1 km; 278 868 114,9 mi) con una incertidumbre de 3 sigma de ±13 mil millones de kilómetros. NEODyS enumera la distancia nominal a la Tierra al 12 de diciembre de 2056 como 3,6 UA (538 552 334,5 km; 334 641 737,9 mi).
| Fecha      | Impacto probabilidad (1 en) | Horizontes JPL geocéntrico nominal distancia ( AU ) | NEODyS geocéntrico nominal distancia (AU)  | incertidumbre región           |
| ---------- | --------------------------- | --------------------------------------------------- | ------------------------------------------ | ------------------------------ |
| 2056-12-12 | 5 millones                  | 3 unidades astronómicas (448,8 × 106 km)            | 3,6 unidades astronómicas (538,6 × 106 km) | ±13 mil millones de kilómetros |
| 2113-12-14 | 2 millones                  | 3,9 unidades astronómicas (583,4 × 106 km)          | 4,2 unidades astronómicas (628,3 × 106 km) | ±5 mil millones de kilómetros  |